# 広幡村 (静岡県)
広幡村（ひろはたむら）は静岡県の中部、志太郡に属していた村である。現在の藤枝市東部および焼津市越後島にあたる。

## 地理
- 山：潮山
- 河川：朝比奈川、葉梨川

## 歴史
- 1889年（明治22年）4月1日 - 町村制の施行により、志太郡鬼島村、上当間村、水守村、八幡村、仮宿村、潮村、横内村［大部分］、益津郡下当間村、越後島村が合併して志太郡広幡村発足。
- 1957年（昭和32年）4月1日 - 大字越後島が焼津市、残部が藤枝市に分割編入。同日広幡村廃止。

## 交通

### 道路
- 国道1号（東海道）